# Pjotr Aleksandrovič Rumjancev-Zadunajski
Pjotr Aleksandrovič Rumjancev-Zadunajski (rusko Пётр Александрович Румянцев-Задунайский), ruski general, * 15. januar [4. januar] 1725, † 19. december [8. december] 1796. 
Poleg Aleksandra Suvorova in Grigorija Potemkina je bil eden od najpomembnejših ruskih generalov 18. stoletja in velja za enega od največjih ruskih vojskovodij ter enega od največjih vojaških poveljnikov v vojaški zgodovini nasploh. Rumjancev je prvi v zgodovini uporabil mobilne poljske divizije v nasprotju z linearnimi bojnimi vrstmi in dal pobudo za oblikovanje lahkih (lovskih) bataljonov v ruski vojski, ki so delovali razpršeno.
V imenu cesarice Katarine Velike je od ukinitve Kozaškega hetmanata leta 1764 do Katarinine smrti 32 let kasneje vladal v Malorusiji. V spomin na njegove zmage sta bila postavljena Kagulov obelisk v Carskem selu (1772) in Rumjancev obelisk na Vasiljevskem otoku (1798–1801). Njemu so posvečene številne Deržavinove ode. 

## Zgodnje življenje
Pjotr je izhajal iz ruske plemiške družine Rumjancev. Rojen je bil v vasi Stroiești v sodobni Moldaviji/Pridnestrju kot edini sin grofa Aleksandra Rumjanceva in Marije, hčerke in dedinje grofa Andreja Matvejeva. Po drugih različicah je bil rojen v Moskvi. Ker je njegova mati veliko časa preživela v družbi Petra Velikega, se je šušljalo, da je mladi Rumjancev nezakonski carjev sin. Ime je dobil po vladajočem carju, ki je bil njegov boter.  
Pjotr Aleksandrovič je vstopil v vojaško službo pod poveljstvom svojega očeta v vojni s Švedsko (1741–1743). Osebno je odnesel cesarici mirovni sporazum iz Åboja, ki ga je sklenil njegov oče leta 1743. Nato je napredoval v čin polkovnika. 
Njegova prva vojaška slava izvira iz velikih bitk pri Gross-Jägersdorfu (1757) in Kunersdorfu (1759) v sedemletni vojni (1756–1763). Leta 1761 je oblegal in zavzel pomorjansko trdnjavo Kolberg, ki so jo drugi ruski poveljniki dvakrat neuspešno oblegali. Z osvojitvijo je ruskim vojskam odprli pot do Berlina. Obleganje Kolberga leta 1761 je bilo pomemben mejnik v razvoju ruske vojaške umetnosti. Tu je Rumjancev uvedel novo taktiko - delovanje čet v bataljonskih (polkovnih) kolonah v kombinaciji z razpršeno formacijo lovcev. 

## Prva rusko-turška vojna
V času vladavine Katarine Velike je Rumjancev služil kot vrhovni guverner Malorusije. Na tem položaju je za svojo prednostno nalogo postavil odpravo vsakršne avtonomije hetmanov in popolno vključitev novo osvojenih ozemelj v Rusko carstvo. Nekateri mu očitajo, da je spodbujal tlačanstvo, vendar je bila politika tlačanstva izven njegove domene. 
Z izbruhom rusko-turške vojne leta 1768 je prevzel poveljstvo nad vojsko, poslano, da zavzame Azov. Turke je prepričljivo premagal v bitkah pri Stănileștiju, Largi in Kagulu, prečkal Donavo in napredoval v Romunijo. Za te bleščeče zmage je postal feldmaršal in pridobil častni naziv Zadunajski, ki pomeni Čezdonavski. Ko so se njegove sile leta 1774 približale Šumli, je novega sultana Abdula Hamida I. zajela panika in je zaprosil za mir, ki ga je Rumyanstev napisal na vojaški boben v vasi Küçük Kaynarca. 

## Druga rusko-turška vojna
Rumjancev je po teh zmagah postal nedvomno najslavnejši ruski poveljnik. Drugi Katarinimi generali, zlasti Potemkin, naj bi na njegovo slavo gledali tako ljubosumno, da mu niso dovolili ponovno prevzeti poveljstva. V času miru je Rumjancev izrazil svoje inovativne poglede na veščino vojskovanja v Navodilih (1761), Običajih vojaške službe (1770) in Mislih (1777). Ta dela so postala teoretična osnova za reorganizacijo ruske vojske, ki se jo je lotil Potemkin. 
Med svojo drugo rusko-turško vojno je Rumjancev sumil Potemkina, da namerno omejuje oskrbo njegove vojske, in je  odstopil s položaja vrhovnega poveljnika. V poljski kampanji leta 1794 je bil ponovno imenovan za vrhovnega poveljnika, vendar je vojski v bojih dejansko  poveljeval  njegov tekmec Suvorov. Rumjancev se zato sploh ni potrudil zapustiti svojega ukrajinskega dvorca v Tašanu, ki ga je prezidal v trdnjavo. Tam je 19. decembra 1796 tudi umrl, le dober mesec po Katarinini smrti. Pokopan je bil v Kijevsko pečerski lavri. 
Kot pravi zgodba, se je Rumjancev-Zadunajski na stara leta  silno zredil in postal tako pohlepen, da se je pretvarjal, da ne prepozna lastnih sinov, ko so ga prišli iz prestolnice prosit za denar. Pod upravo njegovega sina Sergeja je Tašan propadel. Sergej je v bližini Balašihe  zgradil mavzolej za ponovni pokop svojega očeta, ki se ni nikoli zgodil. Niti Sergej niti njegov brat Nikolaj Petrovič Rumjancev se nista poročila in grofovska veja družine Rumjancev je po njuni smrti izumrla.

## Odlikovanja
- Red svetega Aleksandra Nevskega (1759)
- Red svetega Andreja (1762)
- Red svetega Jurija prvega razreda (1770)
- Red svetega Vladimirja prvega razreda (1782)
- Zlato orožje za hrabrost (1775, 1791/1792)